# NGC 5228
NGC 5228 ist eine 13,4 mag helle linsenförmige Radiogalaxie vom Hubble-Typ E-S0 im Sternbild Jagdhunde. Sie ist schätzungsweise 347 Millionen Lichtjahre von der Milchstraße entfernt und hat einen Durchmesser von etwa 100.000 Lj.
Das Objekt wurde am 13. Mai 1793 von Wilhelm Herschel mit einem 18,7-Zoll-Spiegelteleskop entdeckt, der sie dabei mit „Two. Both vF, vS. A star between them about half way“ beschrieb. Bei dem anderen genannten Objekt handelt es sich um NGC 5223.